# Song Jin-hyung
Song Jin-hyung (hangul: 송진형), född 13 augusti 1987 i Seoul, är en sydkoreansk fotbollsspelare. Han spelar för Jeju United i K League Classic och för Sydkoreas landslag. Tidigare spelade han för FC Seoul, Newcastle Jets och Tours FC.